# 산미켈레디세리노
산미켈레디세리노(이탈리아어: San Michele di Serino)는 이탈리아 캄파니아주 아벨리노도의 코무네다.